# Siegenweiler
Siegenweiler ist eine Wüstung auf der Gemarkung von Ebnat der Stadt Aalen.

## Lage
Der Ort lag nördlich der Ortschaft Ebnat im Bereich der heutigen Flur Siegenweiler, etwa eineinhalb Kilometer von der Ebnater Kirche entfernt.

## Geschichte
Die erste Erwähnung des Ortes findet sich im Jahr 1298 als Siesenwiler, als Papst Bonifatius VIII. dem Kloster Neresheim seine Besitzungen bestätigt. In dieser Urkunde wird auch Ebnat das erste Mal erwähnt. Die letzte Erwähnung des Ortes ist im Jahr 1350, wann der Ort abgegangen ist, ist unbekannt. Der Name des Ortes, der auch Sieghardsweiler genannt wird, lässt auf einen Ortsführer namens Sieghard/Sizo schließen.